# Xysticus thessalicus
Xysticus thessalicus is een spinnensoort uit de familie van de krabspinnen (Thomisidae).
De wetenschappelijke naam van de soort werd in 1916 gepubliceerd door Eugène Simon.